# Hrob
Hrob település Csehországban, Teplicei járásban. Hrob Jeníkov, Moldava, Osek, Košťany, Háj u Duchcova és Mikulov településekkel határos. Lakosainak száma 2004 fő (2024. január 1.).

## Népesség
A település lakosságának változását az alábbi diagram mutatja:
| Lakosok száma | 2448 | 5928 | 5825 | 3059 | 2396 | 1959 | 2042 | 1998 | 1953 | 2004 |
|               | 1869 | 1900 | 1921 | 1961 | 1980 | 2011 | 2016 | 2019 | 2021 | 2024 |